# Annówka (województwo lubelskie)
Annówka – wieś w Polsce położona w województwie lubelskim, w powiecie lubartowskim, w gminie Kock.
Wieś wchodziła w skład klucza kockiego księżnej Anny Jabłonowskiej. 
W latach 1975–1998 miejscowość należała administracyjnie do województwa lubelskiego.
Wieś stanowi sołectwo gminy Kock. Według Narodowego Spisu Powszechnego (I 2021 r.) wieś liczyła 58 mieszkańców.